# Osmol
Osmol is de eenheid van osmolariteit en osmolaliteit, voor het aantal opgeloste deeltjes. Voor osmolariteit is dit per liter en osmolaliteit per kilogram.
Het verschil tussen osmolariteit en molariteit kan gemakkelijk verklaard worden door een voorbeeld. Vaak wordt een fysiologische zoutoplossing gemaakt door 9 gram natriumchloride op te lossen in 1 liter water, of 50 gram glucose in 1 liter. Zout heeft een molaire massa van 58,44 g/mol en glucose een van 180,15 g/mol. 50 gram glucose resulteert in 278 millimol glucose en 9 gram natriumchloride in 154 millimol natriumchloride. De molariteit van de glucose in de oplossing zou 278 millimol/liter zijn en de molariteit van het natriumchloride zou eveneens 154 millimol/liter moeten zijn. De osmolariteit van de natriumchloride-oplossing bedraagt echter 308 milliosmol/liter. Dit verschil ontstaat omdat het aantal deeltjes voor en na het oplossen verschilt. Één molecule natriumchloride splitst in water immers in 1 natrium-ion en 1 chloride-ion. Dit betekent dat in opgeloste vorm natriumchloride niet 1 osmol is, maar 2 osmol is. De osmolariteit van de glucose-oplossing blijft wel gelijk, omdat het glucose bij oplossen niet opsplitst in twee of meer deeltjes. Daardoor is de osmolariteit van 50 gram glucose in 1 liter water ongeveer gelijk aan 9 gram natriumchloride in 1 liter water. 